# Mark Wright (Fußballspieler, 1963)
Mark Wright (* 1. August 1963 in Dorchester, Oxfordshire) ist ein englischer Fußballtrainer und ehemaliger Fußballspieler.

## Spielerkarriere
Wright begann seine Karriere bei Oxford United. In nur wenigen Spielen empfahl er sich für den FC Southampton, der ihn 1982 unter Vertrag nahm. Dort spielte er fünf Jahre, ehe er 1987 zu Derby County wechselte.
Bei beiden Vereinen erwies Wright sich als stabiler Abwehrspieler und wurde in die englische Nationalmannschaft berufen. So nahm er 1990 an der Weltmeisterschaft in Italien teil, nachdem ein gebrochenes Bein die Teilnahme an der Weltmeisterschaft 1986 verhindert hatte.
Nach dem Abstieg Derby Countys 1991 wollte Wright weiterhin erstklassig spielen und ging für 2,5 Millionen £ zum FC Liverpool. Dort wurde er Stammspieler und gewann jeweils ein Mal den FA Cup und den League Cup. Von 1991 bis 1993 war er Kapitän des FC Liverpool. 1998 beendete er im Alter von 35 Jahren seine Spielerkarriere.

## Trainerkarriere
Nachdem er zunächst kurzzeitig für den FC Southport in der Nationwide Conference tätig gewesen war, nahm Wright im Juni 2001 sein erstes Engagement in der Football League an, als er den damaligen Viertligisten Oxford United übernahm. Im Dezember 2001 wurde er nach einer angeblichen rassistischen Beschimpfung gefeuert.
Er fand jedoch schnell eine neue Anstellung, als er den Abstiegskandidaten Chester City in der Nationwide Conference übernahm. Der Klassenerhalt gelang und man qualifizierte sich im folgenden Jahr für die Aufstiegsplayoffs, scheiterte jedoch an Doncaster Rovers. 2002/03 beendete Chester City die Liga als Meister und stieg somit direkt in die Football League Two auf. Wright beendete sein Engagement jedoch kurz vor Start der neuen Saison, angeblich wegen eines Verhältnisses mit der Frau eines Spielers.
Als Peterborough United Wright verpflichtete, galt das als letzte Chance, seine Karriere zu retten. Zwar gelang es ihm, den Verein vorne zu platzieren, am 25. Januar 2006 wurde er jedoch nach einer internen Untersuchung von seinem Amt suspendiert und eine Woche später entlassen, als er nicht zu einer Anhörung vor dem Vorstand erschienen war. Wiederum soll eine rassistische Bemerkung gefallen sein. Wright bestreitet dies, allerdings ist ein Gerichtsverfahren zu dem Fall anhängig.
Einen Monat später wurde Wright bei Chester City wieder eingestellt, zunächst mit einem bis Sommer 2006 laufenden Vertrag. Er rettete den Verein vor dem Abstieg und erhielt einen neuen Zweijahresvertrag. Kurz vor Ende der Saison 2006/07 wurde er jedoch wegen mangelnden Erfolges entlassen.
Im November 2008 erhielt Wright erneut einen Vertrag bei Chester City.